# Johnson Toribiong
Johnson Toribiong (Airai, 22 de julio de 1946) es un político palauano. Fue presidente de Palaos desde el 15 de enero de 2009 hasta el 17 de enero de 2013. Anteriormente fue embajador en la República de China. En su candidatura lo acompañó como candidato a Vicepresidente Kerai Mariur. Se enfrentó al anterior vicepresidente Elias Camsek Chin. Fue sucedido en el cargo por su predecesor, Tommy Remengesau.